# 山井兼文
山井 兼文（やまのい / やまい かねふみ、1868年12月9日（明治元年10月26日）- 1918年（大正7年）3月25日）は、明治から大正期の宮内官、政治家、華族。貴族院子爵議員。幼名・芳麿。

## 経歴
山城国京都で勘解由次官・山井氏胤の長男として生まれる。1884年（明治17年）5月30日、父が廃嫡となり、同年7月8日、養祖父・伯父山井氏暉の隠居に伴い家督を継承。同年7月8日、子爵を叙爵。1887年（明治20年）10月、兼文に改名した。
1886年（明治19年）5月、明宮（大正天皇）家祗候に就任。以後、久宮家雇、爵位局雇などを務めた。
1897年（明治30年）7月10日、貴族院子爵議員に選出され、1906年（明治39年）3月2日に辞任するまで2期在任した。墓所は青山霊園。

## 親族
- 妻：文子（ふみこ、香川敬三二女）[1]
- 二男：兼武（子爵）[1]